# Araneus paenulatus
Araneus paenulatus là một loài nhện trong họ Araneidae.
Loài này thuộc chi Araneus. Araneus paenulatus được Octavius Pickard-Cambridge miêu tả năm 1885.